# Wes Ramsey
Wesley A. Ramsey (Louisville, 6 de outubro de 1977) é um ator estadunidense conhecido por participar da série de tv Charmed, interpretando o personagem Wyatt Halliwell já adulto.

## Filmografia

### Filmes
- Way Off Broadway (2001)
- Latter Days (2003, interpretou "Christian Markelli")
- Cavatina (2005)
- Slippery Slope (2005, interpretou "Martin Breedlove")
- Bitter Sweet (2005, interpretou "Conrad")
- L.A. Dicks (2006, interpretou "Executivo de Estudio")
- Brotherhood of Blood (2006, interpretou "Fork")
- Bickford Shmeckler's Cool Ideas ( 2006, interpretou "Rob the make-out guy")
- Reign of the Gargoyles (TV) (2007 interpretou "Will")
- Captain Drake (2008)
- Bram Stoker's Dracula's Guest (2008, interpretou "Bram Stoker")
- Dark Honeymoon (2008, interpretou "Jay")
- The Immortal Voyage of Captain Drake (2009, interpretou "Peter Easton")

### Televisão
- Guiding Light (2000–2008, interpretou "Sam Spencer")
- Luis (2003, interpretou "Greg")
- CSI: Miami (2003, interpretou "Kip Martin" )
- Charmed (2003–2006, interpretou "Wyatt Halliwell")
- the Lot (2007, Auditions #2  …" Fiance" - 'Out of Time 2')
- Days of our Lives (2009,  interpretou "Owen Kent")
- Heroes (2009, interpretou "Roy")
- House MD (2010, interpretou "Miles")
- The Event (2010, interpretou "Greg Kevin")
- Venice: The Series (2010)
- CSI: NY (2010, interpretou "Dave Benton")
- The Playboy Club (2011, interpretou "Max")[1]
- CSI: Miami (2009-2012, interpretou "Dave Benton")
- Pretty Little Liars (2014, interpretou "Jesse Lindall")